# Colastus pygidialis
Colastus pygidialis is een keversoort uit de familie glanskevers (Nitidulidae). De wetenschappelijke naam van de soort is voor het eerst geldig gepubliceerd in 1913 door Wickham.